# NWHL 1934/35
Die Saison 1934/35 war die zweite reguläre Saison der North West Hockey League (NWHL). Meister wurden die Vancouver Lions.

## Modus
In der Regulären Saison absolvierten die fünf Mannschaften jeweils zwischen 26 und 32 Spiele. Für einen Sieg erhielt jede Mannschaft zwei Punkte, bei einem Unentschieden einen Punkt und bei einer Niederlage null Punkte.

## Reguläre Saison

### Tabelle
Abkürzungen: GP = Spiele, W = Siege, L = Niederlagen, T = Unentschieden, GF = Erzielte Tore, GA = Gegentore, Pts = Punkte
|                    | GP | W  | L  | T | GF  | GA  | Pts |
| ------------------ | -- | -- | -- | - | --- | --- | --- |
| Seattle Seahawks   | 32 | 20 | 9  | 3 | 98  | 69  | 43  |
| Portland Buckaroos | 32 | 15 | 10 | 7 | 83  | 72  | 37  |
| Vancouver Lions    | 32 | 15 | 11 | 6 | 105 | 81  | 36  |
| Edmonton Eskimos   | 26 | 7  | 15 | 4 | 77  | 101 | 18  |
| Calgary Tigers     | 26 | 3  | 15 | 8 | 60  | 104 | 14  |